# 遠方岩瓷蟹
遠方岩瓷蟹（学名：Petrolisthes extremus）为瓷蟹科岩瓷蟹屬下的一个种。